# Aeteidae
Famille
Les Aeteidae sont une famille d'ectoproctes de l'ordre des Cheilostomatida.

## Liste des genres
Selon World Register of Marine Species (18 avril 2016) :
- genre Aetea Lamouroux, 1812
- genre Callaetea Winston, 2008